# Tayo
Tayo també conegut com a "patois de Saint-Louis", és un crioll de base francesa parlat a Nova Caledònia. És la llengua comunitària d'una vila, Saint-Louis, que està situada a 17 kilòmetres de la capital Nouméa.
Des de 1860 Saint-Louis era una missió dels pares maristes que va atraure a les escoles de la missió grups de canacs que parlaven un nombre de llengües mútuament incomprensibles. Saint-Louis també va ser un important centre agrícola on destacava la producció de sucre i rom. Treballadors de diversos orígens ètnics i socials, com Vanuatu, Polinèsia Francesa i l'illa de la Reunió, Índia, Malàisia, Java (Indonèsia) i tan llunyans com Àfrica Occidental i Antilles, com així milers de convictes francesos treballaven la terra al voltant de la missió.
El tayo sorgí al voltant de 1920 de la necessitat d'una llengua de comunicació interètnica. El seu lèxic s'extreu principalment del francès (dels maristes, dels condemnats i, possiblement de les varietats de crioll de la Reunió parlat pels colons i treballadors contractats que van entrar en contacte amb els canacs de Saint-Louis). La seva gramàtica i sintaxi està fortament influenciada per les llengües melanèsies dels primers habitants però les estructures també són congruents amb varietats del francès, i, en certa manera, amb el crioll de la Reunió. Endemés hi ha molts wallisians que el tenen com a segona llengua.